# Verse (rivière)
Pour les articles homonymes, voir Verse (homonymie).
La Verse est une rivière française qui coule dans les départements de l'Aisne et de l'Oise, en région Hauts-de-France. C'est un affluent de l'Oise en rive droite et donc un sous-affluent de la Seine.

## Géographie
La Verse prend sa source à La Neuville-en-Beine près de la ferme des Huit Setiers à 106 mètres d'altitude, donc au sud-est de cette commune. De 23 km de longueur, elle traverse notamment les communes de Guiscard et de Noyon avant de passer sous le canal latéral à l'Oise, puis conflue en rive droite de l'Oise à Sempigny, à 37 m d'altitude.

### Communes et cantons traversés
Dans les deux départements de l'Aisne et de l'Oise, la Verse traverse les quinze communes suivantes,dans le sens amont vers aval, de La Neuville-en-Beine (source), Beaumont-en-Beine, Ugny-le-Gay, Guivry, Villeselve, Berlancourt, Guiscard, Muirancourt, Crisolles, Bussy, Genvry, Beaurains-lès-Noyon, Noyon, Pont-l'Évêque, Sempigny (confluence).
Soit en termes de cantons, la Verse prend source dans le canton de Chauny et conflue dans le canton de Noyon, le tout dans les deux arrondissement de Laon et arrondissement de Compiègne.

## Affluents
La Verse a treize affluents référencés ou neuf affluents et quatre bras dont :

### Rive droite
- cours d'eau 05 de la commune de Guiscard (rd[note 1]), 1,5 km sur la seule commune de Guiscard.
- le ru Saint-Médard (rg) 2,7 km sur les deux communes de Muirancourt et Guiscard.
- la Mève (rd) 6,2 km sur les six communes de Sermaize, Beaurains-lès-Noyon, Genvry, Catigny, Campagne, Bussy.

### Rive gauche
- la Verse de Guivry (rg) 2,8 km sur les deux communes de Guiscard et Guivry.
- la Verse de Beaugies (rg), 6,2 km sur les trois communes de Guiscard, Beaugies-sous-Bois et Guivry avec un affluent :
  - le ru des Brules (rg) 3,5 km sur les deux communes de Guiscard et Quesmy.

- la Fosse de la Gleue ou le Fossé de la Glève (rg) 4,7 km sur les trois communes de Guiscard, Crisolles et Quesmy
- le ru des Yeppes (rg) 2,8 km sur la seule commune de Crisolles
- le ru du Marquais ou ru du Fourchon (rg) 4,5 km sur les deux communes de Morlincourt et Noyon, avec un affluent :
  - le ru à Ressons (rd) 4,1 km sur les deux communes de Morlincourt et Salency.

et juste avant la confluence :
- le canal latéral à l'Oise, 35,2 km

## Hydrologie
Son régime hydrologique est dit pluvial océanique.

## Aménagements et écologie